# ハイペリオン (木)
ハイペリオン（Hyperion）は、アメリカ合衆国・北カリフォルニアのレッドウッド海岸にあるセコイア（coast redwood (Sequoia sempervirens)につけられた名前である。高さ115.55mで、世界一高い木である。
この木は、研究者のクリス・アトキンス（Chris Atkins）とアマチュア・ナチュラリストのマイケル・テイラー（Michael Taylor）によって2006年8月25日に発見されたものである。1978年に購入されたレッドウッド国立公園の遠隔地で見つかった。多くの人が訪れることによって生態系が破壊されるのを防ぐために、正確な木の位置は明らかにされていない。